# Grand Prix Formule 1 van Las Vegas 2024
De Grand Prix Formule 1 van Las Vegas 2024 werd verreden op 23 november op het Las Vegas Street Circuit in Las Vegas, Nevada. Het was de tweeëntwintigste race van het seizoen. De race werd op zaterdagavond (lokale tijd) in plaats van op zondag verreden. Max Verstappen werd voor de vierde keer op rij wereldkampioen.

## Vrije trainingen

### Uitslagen
- Enkel de top vijf wordt weergegeven.

| Vrije training 1 | Pos. | Nr. | Coureur          | Constructeur               | Tijd     |
| ---------------- | ---- | --- | ---------------- | -------------------------- | -------- |
| Vrije training 1 | 1    | 44  | Lewis Hamilton   | Mercedes                   | 1:35.001 |
| Vrije training 1 | 2    | 63  | George Russell   | Mercedes                   | 1:35.397 |
| Vrije training 1 | 3    | 4   | Lando Norris     | McLaren-Mercedes           | 1:35.954 |
| Vrije training 1 | 4    | 16  | Charles Leclerc  | Ferrari                    | 1:36.007 |
| Vrije training 1 | 5    | 1   | Max Verstappen   | Red Bull Racing-Honda RBPT | 1:36.038 |
| Vrije training 2 | Pos. | Nr. | Coureur          | Constructeur               | Tijd     |
| Vrije training 2 | 1    | 44  | Lewis Hamilton   | Mercedes                   | 1:33.825 |
| Vrije training 2 | 2    | 4   | Lando Norris     | McLaren-Mercedes           | 1:33.836 |
| Vrije training 2 | 3    | 63  | George Russell   | Mercedes                   | 1:34.015 |
| Vrije training 2 | 4    | 55  | Carlos Sainz jr. | Ferrari                    | 1:34.105 |
| Vrije training 2 | 5    | 16  | Charles Leclerc  | Ferrari                    | 1:34.313 |
| Vrije training 3 | Pos. | Nr. | Coureur          | Constructeur               | Tijd     |
| Vrije training 3 | 1    | 63  | George Russell   | Mercedes                   | 1:33.570 |
| Vrije training 3 | 2    | 81  | Oscar Piastri    | McLaren-Mercedes           | 1:33.785 |
| Vrije training 3 | 3    | 55  | Carlos Sainz jr. | Ferrari                    | 1:33.918 |
| Vrije training 3 | 4    | 4   | Lando Norris     | McLaren-Mercedes           | 1:34.008 |
| Vrije training 3 | 5    | 1   | Max Verstappen   | Red Bull Racing-Honda RBPT | 1:34.137 |

## Kwalificatie
George Russell behaalde de vierde pole position in zijn carrière.
| Pos.                   | Nr. | Coureur          | Constructeur               | Kwalificatietijden | Kwalificatietijden | Kwalificatietijden | Grid   |
| Pos.                   | Nr. | Coureur          | Constructeur               | Q1                 | Q2                 | Q3                 | Grid   |
| ---------------------- | --- | ---------------- | -------------------------- | ------------------ | ------------------ | ------------------ | ------ |
| 1                      | 63  | George Russell   | Mercedes                   | 1:33.186           | 1:32.779           | 1:32.312           | 1      |
| 2                      | 55  | Carlos Sainz jr. | Ferrari                    | 1:33.484           | 1:32.711           | 1:32.410           | 2      |
| 3                      | 10  | Pierre Gasly     | Alpine-Renault             | 1:33.691           | 1:32.897           | 1:32.664           | 3      |
| 4                      | 16  | Charles Leclerc  | Ferrari                    | 1:33.446           | 1:33.016           | 1:32.783           | 4      |
| 5                      | 1   | Max Verstappen   | Red Bull Racing-Honda RBPT | 1:33.299           | 1:33.085           | 1:32.797           | 5      |
| 6                      | 4   | Lando Norris     | McLaren-Mercedes           | 1:33.592           | 1:33.099           | 1:33.008           | 6      |
| 7                      | 22  | Yuki Tsunoda     | RB-Honda RBPT              | 1:33.789           | 1:33.089           | 1:33.029           | 7      |
| 8                      | 81  | Oscar Piastri    | McLaren-Mercedes           | 1:33.450           | 1:33.024           | 1:33.033           | 8      |
| 9                      | 27  | Nico Hülkenberg  | Haas-Ferrari               | 1:33.920           | 1:33.114           | 1:33.062           | 9      |
| 10                     | 44  | Lewis Hamilton   | Mercedes                   | 1:33.225           | 1:32.567           | 1:48.106           | 10     |
| 11                     | 31  | Esteban Ocon     | Alpine-Renault             | 1:33.968           | 1:33.221           |                    | 11     |
| 12                     | 20  | Kevin Magnussen  | Haas-Ferrari               | 1:33.991           | 1:33.297           |                    | 12     |
| 13                     | 24  | Zhou Guanyu      | Kick Sauber-Ferrari        | 1:34.079           | 1:33.566           |                    | 13     |
| 14                     | 43  | Franco Colapinto | Williams-Mercedes          | 1:33.746           | 1:33.749           |                    | Pit *1 |
| 15                     | 30  | Liam Lawson      | RB-Honda RBPT              | 1:34.087           | 1:34.257           |                    | 14     |
| 16                     | 11  | Sergio Pérez     | Red Bull Racing-Honda RBPT | 1:34.155           |                    |                    | 15     |
| 17                     | 14  | Fernando Alonso  | Aston Martin-Mercedes      | 1:34.258           |                    |                    | 16     |
| 18                     | 23  | Alexander Albon  | Williams-Mercedes          | 1:34.425           |                    |                    | 17     |
| 19                     | 77  | Valtteri Bottas  | Kick Sauber-Ferrari        | 1:34.430           |                    |                    | 19 *2  |
| 20                     | 18  | Lance Stroll     | Aston Martin-Mercedes      | 1:34.484           |                    |                    | 18     |
| Q1 107% tijd: 1:39.709 |     |                  |                            |                    |                    |                    |        |
| Bron: formula1.com     |     |                  |                            |                    |                    |                    |        |

*1 Franco Colapinto kwalificeerde zich als veertiende maar moest vanuit de pit starten omdat er aan zijn wagen is gewerkt onder Parc fermé condities.

*2 Valtteri Bottas kreeg een gridstraf van vijf plaatsen voor het gebruik van een vierde batterij, de zogenaamde energy store, dit seizoen.

## Wedstrijd
George Russell behaalde de derde Grand Prix-overwinning in zijn carrière.
Max Verstappen behaalde zijn vierde wereldtitel op rij in zijn carrière.
| Pos.               | Nr. | Coureur          | Constructeur               | Rondes | Tijd / Oorzaak Uitval | Grid | Punten |
| ------------------ | --- | ---------------- | -------------------------- | ------ | --------------------- | ---- | ------ |
| 1                  | 63  | George Russell   | Mercedes                   | 50     | 1:22:05.969           | 1    | 25     |
| 2                  | 44  | Lewis Hamilton   | Mercedes                   | 50     | +7.313                | 10   | 18     |
| 3                  | 55  | Carlos Sainz jr. | Ferrari                    | 50     | +11.906               | 2    | 15     |
| 4                  | 16  | Charles Leclerc  | Ferrari                    | 50     | +14.283               | 4    | 12     |
| 5                  | 1   | Max Verstappen   | Red Bull Racing-Honda RBPT | 50     | +16.582               | 5    | 10     |
| 6                  | 4   | Lando Norris     | McLaren-Mercedes           | 50     | +43.385               | 6    | 9S     |
| 7                  | 81  | Oscar Piastri    | McLaren-Mercedes           | 50     | +51.365               | 8    | 6      |
| 8                  | 27  | Nico Hülkenberg  | Haas-Ferrari               | 50     | +59.808               | 9    | 4      |
| 9                  | 22  | Yuki Tsunoda     | RB-Honda RBPT              | 50     | +1:02.808             | 7    | 2      |
| 10                 | 11  | Sergio Pérez     | Red Bull Racing-Honda RBPT | 50     | +1:03.114             | 16   | 1      |
| 11                 | 14  | Fernando Alonso  | Aston Martin-Mercedes      | 50     | +1:09.195             | 17   |        |
| 12                 | 20  | Kevin Magnussen  | Haas-Ferrari               | 50     | +1:09.803             | 12   |        |
| 13                 | 24  | Zhou Guanyu      | Kick Sauber-Ferrari        | 50     | +1:14.085             | 13   |        |
| 14                 | 43  | Franco Colapinto | Williams-Mercedes          | 50     | +1:15.172             | Pit  |        |
| 15                 | 18  | Lance Stroll     | Aston Martin-Mercedes      | 50     | +1:24.102             | 18   |        |
| 16                 | 30  | Liam Lawson      | RB-Honda RBPT              | 50     | +1:31.005             | 14   |        |
| 17                 | 31  | Esteban Ocon     | Alpine-Renault             | 49     | +1 ronde              | 11   |        |
| 18                 | 77  | Valtteri Bottas  | Kick Sauber-Ferrari        | 49     | +1 ronde              | 19   |        |
| DNF                | 23  | Alexander Albon  | Williams-Mercedes          | 25     | Radiator              | 17   |        |
| DNF                | 10  | Pierre Gasly     | Alpine-Renault             | 15     | Motor                 | 3    |        |
| Bron: formula1.com |     |                  |                            |        |                       |      |        |

S Lando Norris reed voor de elfde keer in zijn carrière een snelste ronde en behaalde hiermee een extra punt.

## Tussenstanden wereldkampioenschap
Betreft tussenstanden voor het wereldkampioenschap na dit GP-weekeinde.

### Coureurs
| Pos. | Nr.   | Coureur          | Constructeur               | Punten |
| ---- | ----- | ---------------- | -------------------------- | ------ |
| 1    | 1     | Max Verstappen   | Red Bull Racing-Honda RBPT | 403    |
| 2    | 4     | Lando Norris     | McLaren-Mercedes           | 340    |
| 3    | 16    | Charles Leclerc  | Ferrari                    | 319    |
| 4    | 81    | Oscar Piastri    | McLaren-Mercedes           | 268    |
| 5    | 55    | Carlos Sainz jr. | Ferrari                    | 259    |
| 6    | 63    | George Russell   | Mercedes                   | 217    |
| 7    | 44    | Lewis Hamilton   | Mercedes                   | 208    |
| 8    | 11    | Sergio Pérez     | Red Bull Racing-Honda RBPT | 152    |
| 9    | 14    | Fernando Alonso  | Aston Martin-Mercedes      | 62     |
| 10   | 27    | Nico Hülkenberg  | Haas-Ferrari               | 35     |
| 11   | 22    | Yuki Tsunoda     | RB-Honda RBPT              | 30     |
| 12   | 10    | Pierre Gasly     | Alpine-Renault             | 26     |
| 13   | 18    | Lance Stroll     | Aston Martin-Mercedes      | 24     |
| 14   | 31    | Esteban Ocon     | Alpine-Renault             | 23     |
| 15   | 20    | Kevin Magnussen  | Haas-Ferrari               | 14     |
| 16   | 23    | Alexander Albon  | Williams-Mercedes          | 12     |
| 17   | 3     | Daniel Ricciardo | RB-Honda RBPT              | 12     |
| 18   | 38/50 | Oliver Bearman   | Ferrari                    | 7      |
| 19   | 43    | Franco Colapinto | Williams-Mercedes          | 5      |
| 20   | 30    | Liam Lawson      | RB-Honda RBPT              | 4      |
| 21   | 24    | Zhou Guanyu      | Kick Sauber-Ferrari        | 0      |
| 22   | 2     | Logan Sargeant   | Williams-Mercedes          | 0      |
| 23   | 77    | Valtteri Bottas  | Kick Sauber-Ferrari        | 0      |

### Constructeurs
| Pos. | Constructeur               | Punten |
| ---- | -------------------------- | ------ |
| 1    | McLaren-Mercedes           | 608    |
| 2    | Ferrari                    | 584    |
| 3    | Red Bull Racing-Honda RBPT | 555    |
| 4    | Mercedes                   | 425    |
| 5    | Aston Martin-Mercedes      | 86     |
| 6    | Haas-Ferrari               | 50     |
| 7    | Alpine-Renault             | 49     |
| 8    | RB-Honda RBPT              | 46     |
| 9    | Williams-Mercedes          | 17     |
| 10   | Kick Sauber-Ferrari        | 0      |